# Trachydora
Trachydora är ett släkte av fjärilar. Trachydora ingår i familjen fransmalar.

## Bildgalleri

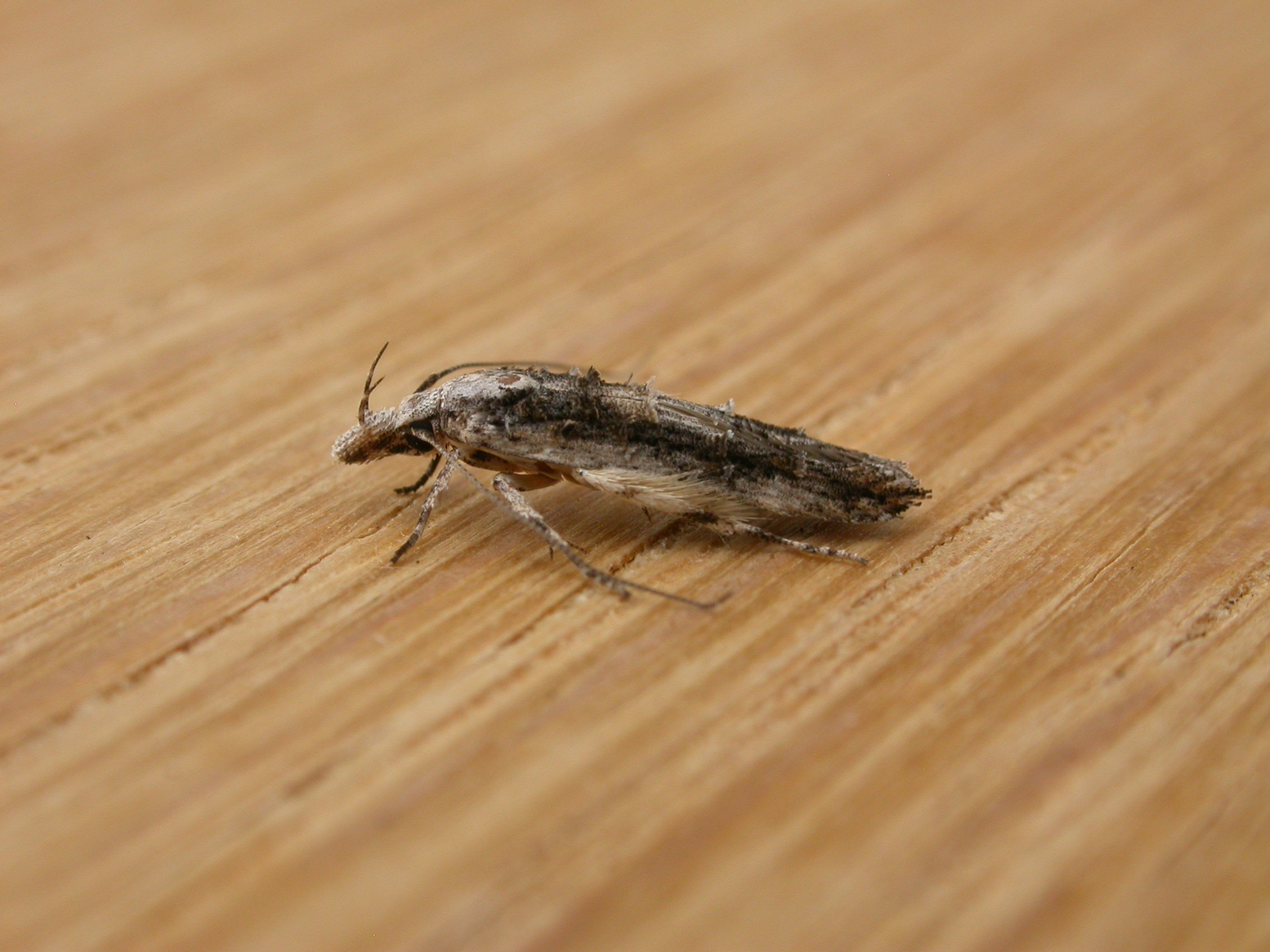
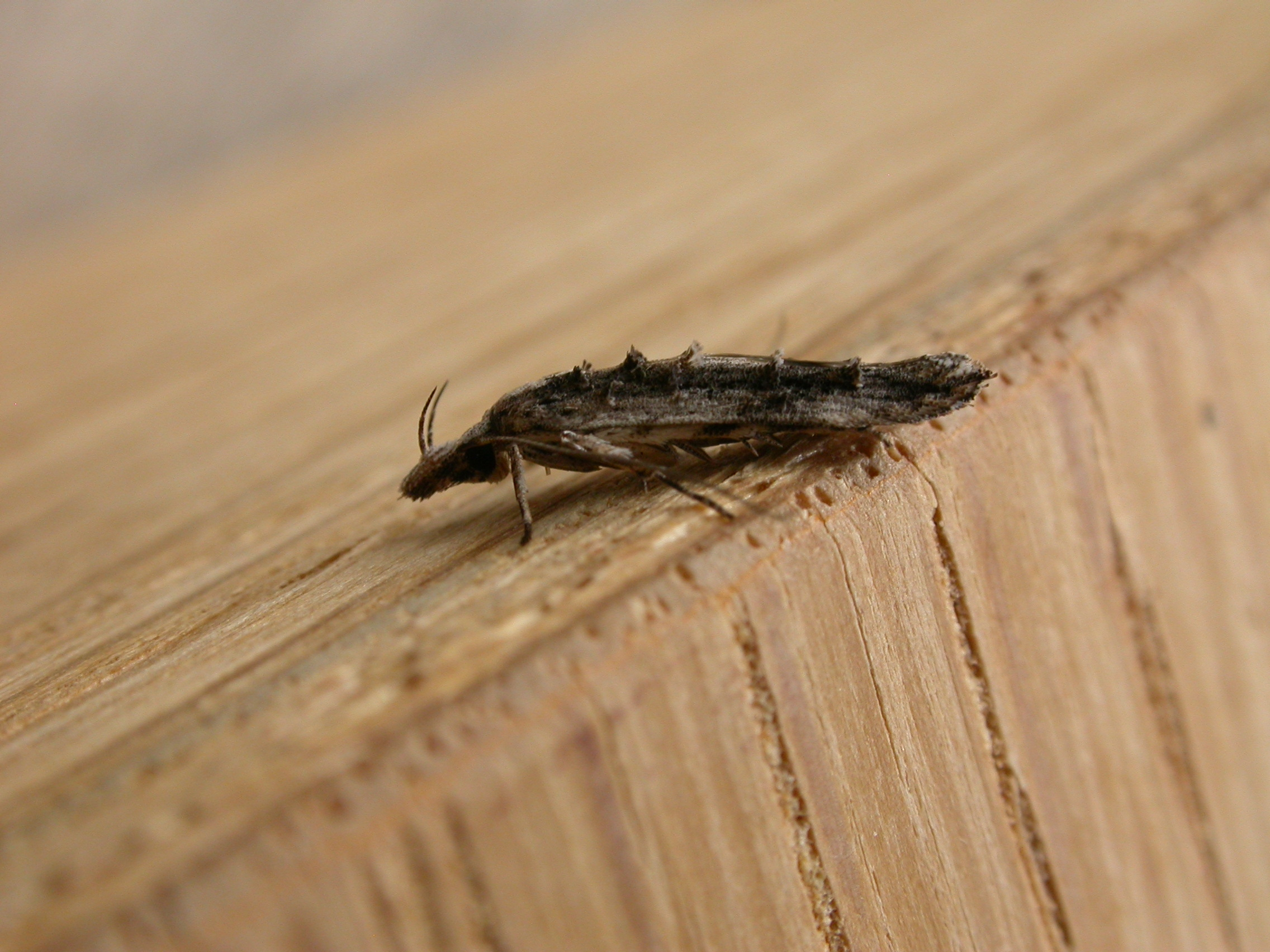
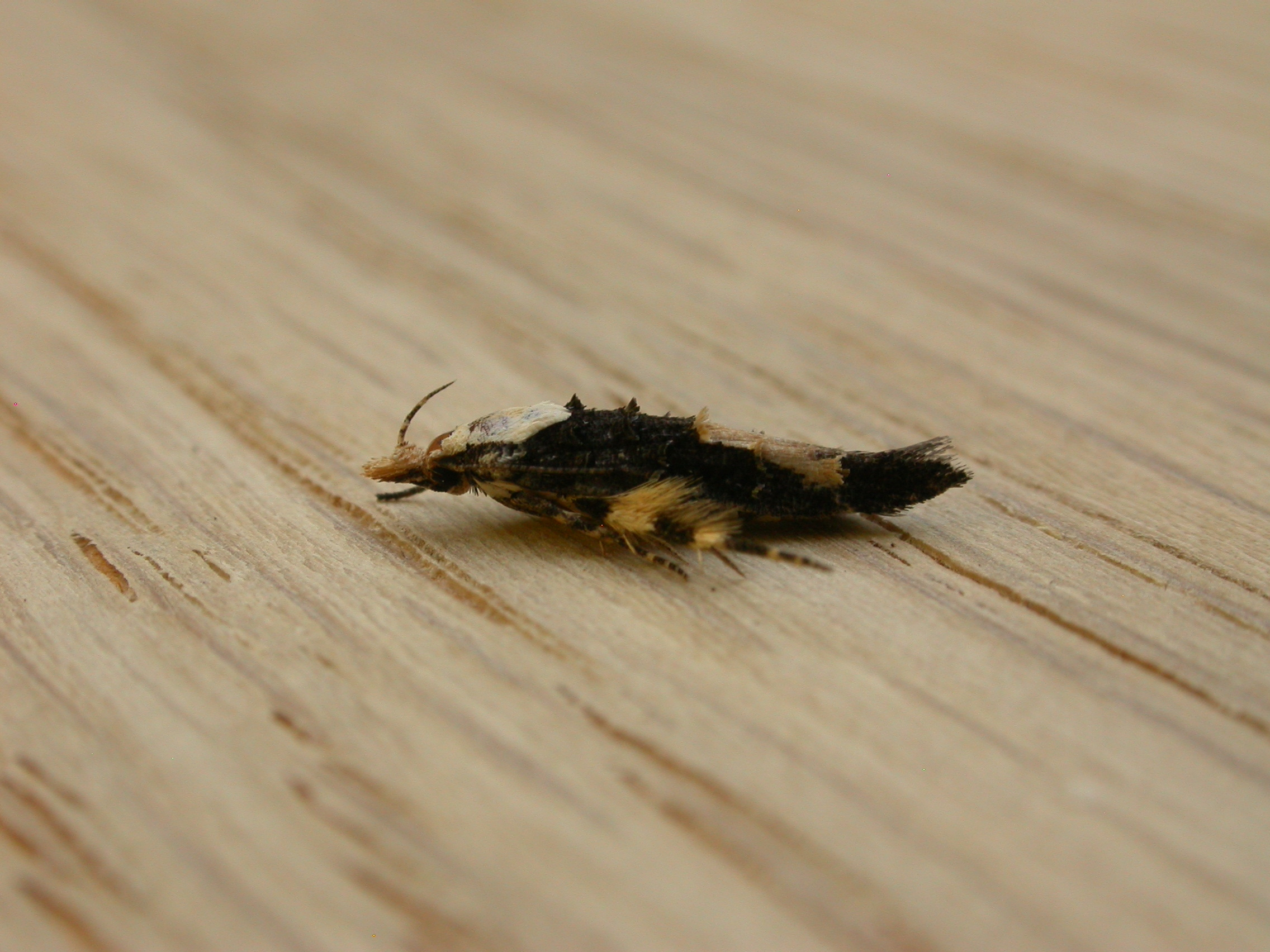
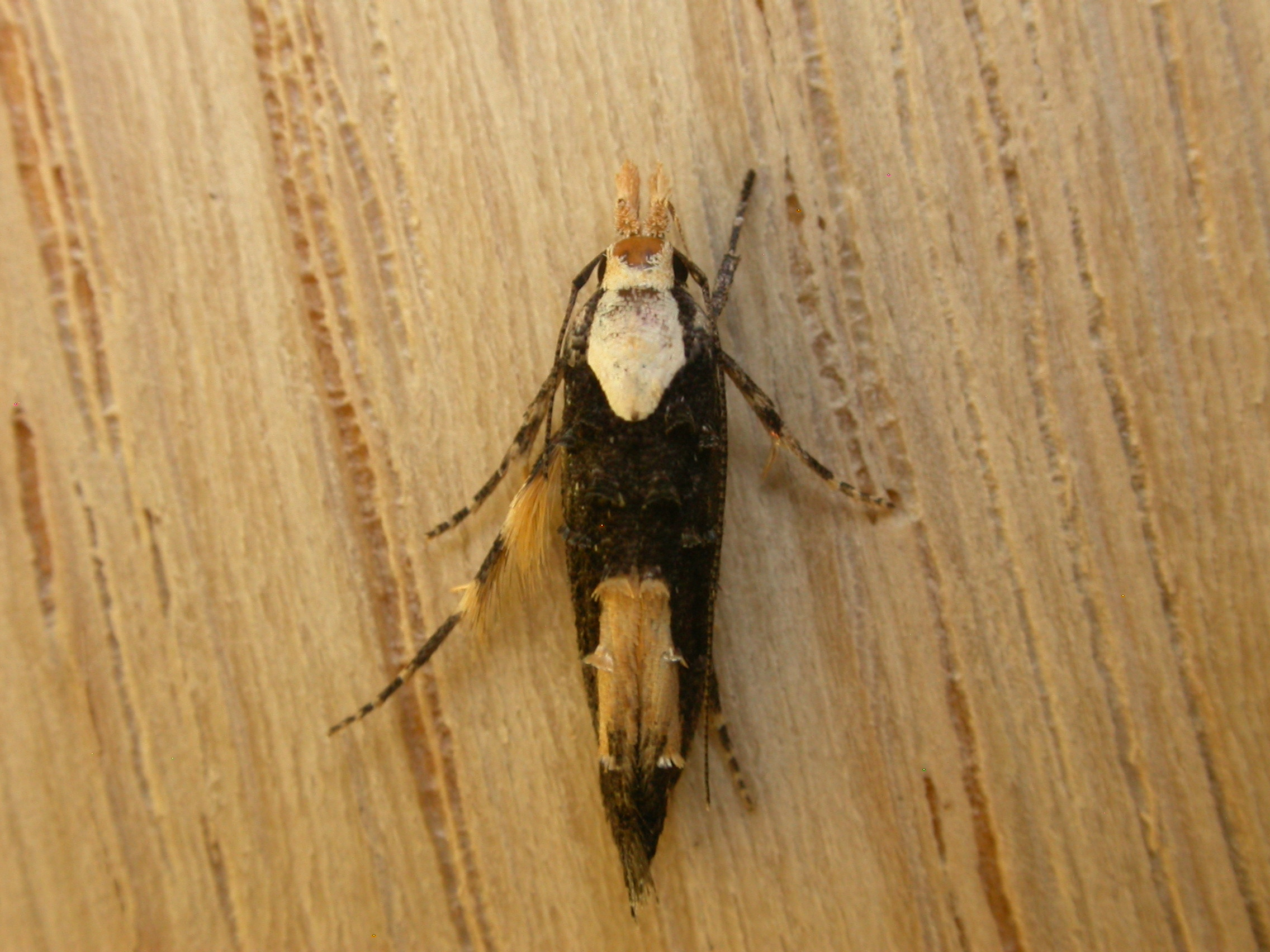

## Dottertaxa tillTrachydora, i alfabetisk ordning[1]
- Trachydora actinias
- Trachydora anthrascopa
- Trachydora aphrocoma
- Trachydora argoneura
- Trachydora astragalota
- Trachydora capnopa
- Trachydora centromela
- Trachydora chalybanthes
- Trachydora chlorozona
- Trachydora chrysodoxa
- Trachydora corysta
- Trachydora dionysias
- Trachydora droserodes
- Trachydora euryplaca
- Trachydora heliodora
- Trachydora heliotriche
- Trachydora holochorda
- Trachydora illustris
- Trachydora iocharis
- Trachydora iridoptila
- Trachydora leucobathra
- Trachydora leucodela
- Trachydora leucoma
- Trachydora leucura
- Trachydora microleuca
- Trachydora molybdimera
- Trachydora musaea
- Trachydora nomodoxa
- Trachydora oxypeuces
- Trachydora oxyzona
- Trachydora pauxilla
- Trachydora peroneta
- Trachydora placophanes
- Trachydora plumigera
- Trachydora polyzona
- Trachydora porphyrescens
- Trachydora psammodes
- Trachydora rhachitis
- Trachydora scandalotis
- Trachydora stephanopa
- Trachydora thachitis
- Trachydora thyrsophora
- Trachydora ussuriella
- Trachydora zophopepla